# 블라디미르스카야역
블라디미르스카야역(러시아어: Владимирская)은 러시아 상트페테르부르크 시에 있는 상트페테르부르크 지하철 키롭스코 비보륵스카야 선의 철도역이다. 1955년 11월 15일에 개통되었다. 역명은 블라디미르 광장과 블라디미르 거리에서 따온 것이다.
2011년 12월 15일, 문화 유산 보호 위원회는 지역적으로 중요한 문화 유산의 단일 국가 등록부에 발표되었다.

## 환승
블라디미르스카야 역에서는 프라보베레즈나야 선의 도스토옙스카야 역과 환승이 가능하다.